# تقصیر

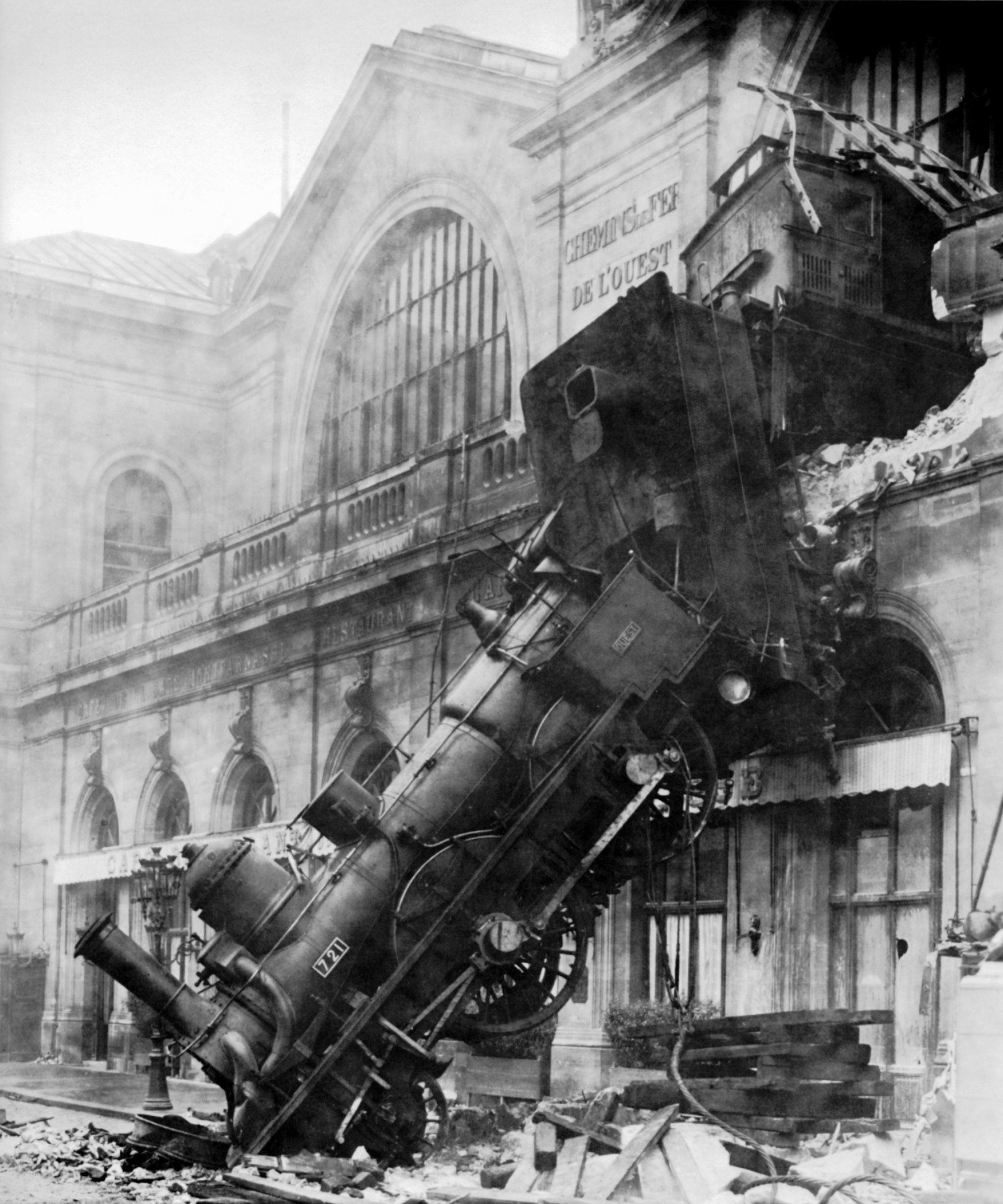
حادثهٔ قطار بدلیل اهمال‌کاری

از نظر حقوقی به انجام ندادن عملی که شخص ملزم به انجام آن است یا ارتکاب عملی که شخص از انجام دادن آن منع شده، تَقصیر می‌گویند.
برای نمونه، برابر قانون، اشخاصی که دارای تخصص هستند و دانش و مهارت آنها در کمک به مصدومان حادثه مؤثر است، تکلیف دارند که به مصدومان کمک کنند و وانهادن این عمل نوعی تقصیر است.
تخلف از تعهداتی که شخص به موجب قراردادی برعهده دارد چه در مقابل قانون و چه در مقابل دیگران باشد نیز در زمره تقصیر به‌شمار می‌آید.
تقصیر انواع گوناگون دارد مانند تقصیر مدنی، تقصیر جزایی، تقصیر تجارتی، تقصیر سبک، تقصیر سنگین، تقصیر شبه جرم و غیره
برگرفته از قاعده ضمان است که اگر شخصی موجب خسارت به دیگری شود ملزم به جبران است.
مادهٔ ۶۶۶: قانون مدنی ایران اشعار می‌دارد که «هرگاه از تقصیر وکیل خسارتی به موکل متوجه شود که عرفا وکیل مسبب آن محسوب می‌گردد مسئول خواهد بود.»